# Horní Maršov
Horní Maršov (německy Marschendorf, po roce 1945 Maršov IV) je obec ve východních Krkonoších v okrese Trutnov v Královéhradeckém kraji. K obci se trvale připojily i Dolní a Horní Albeřice, Dolní a Horní Lysečiny a Temný Důl. Žije zde 925 obyvatel.
Hlavní evidenční část, Horní Maršov, se skládá ze dvou katastrálních území, Horní Maršov a níže (jižněji) položeného Maršov III. Navazující další části Maršova, katastrální území Maršov II a Maršov I, jsou součástí města Svoboda nad Úpou, které se nečlení na evidenční části. Jiná obec podobného názvu v témž okrese, Maršov u Úpice (do roku 1950 pouze Maršov), se nachází asi 22 kilometrů jihovýchodním směrem.

## Historie

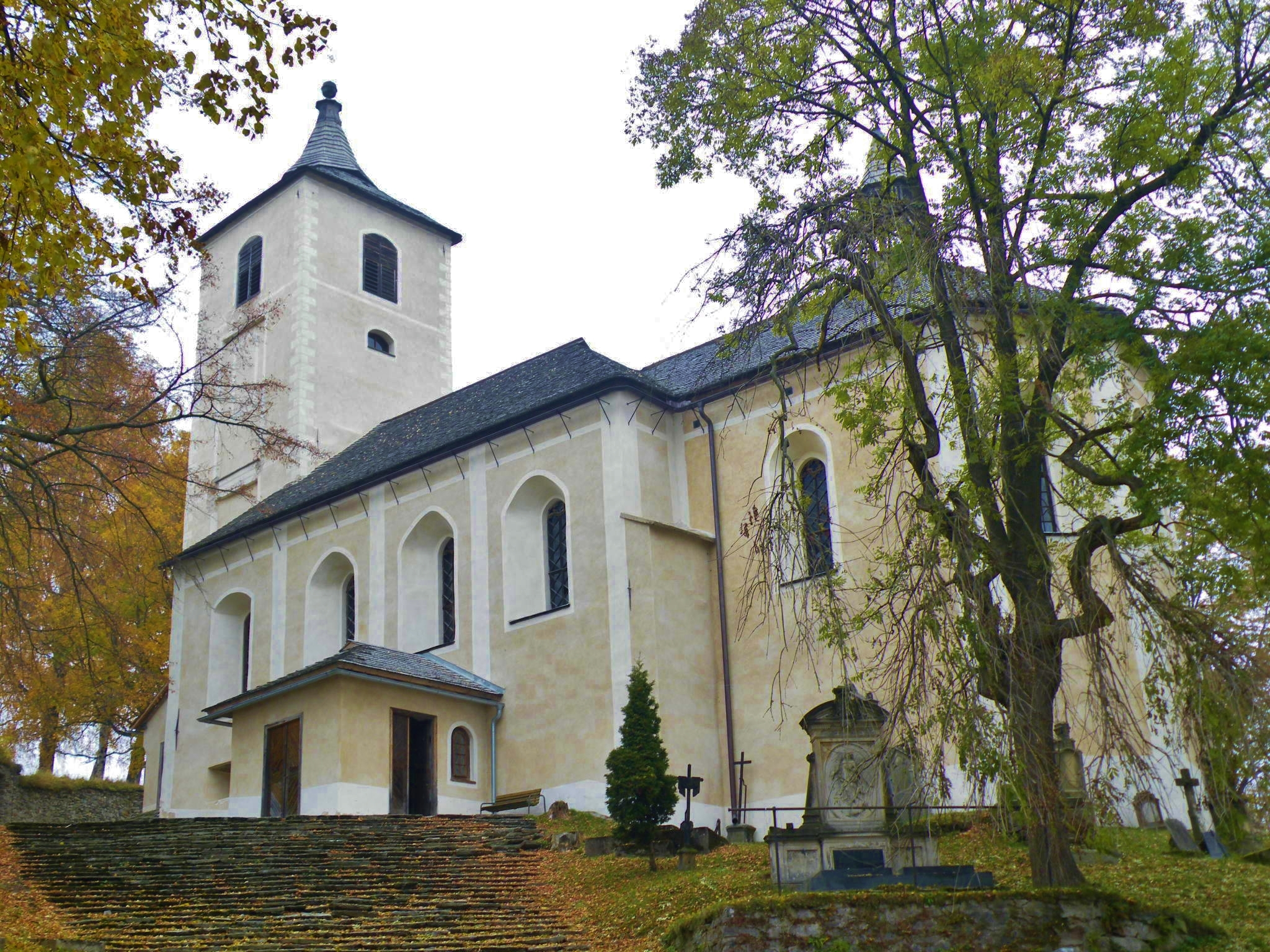
Hřbitovní kostel

Trvale se obyvatelé v Maršově usídlili někdy po roce 1270. Pozemky na území dnešního Maršova, Albeřic a Dolních Lysečin byly tehdy rozděleny v pravidelných lánech – dodnes je patrné, že Maršov býval lánovou obcí. První písemná zmínka o obci pochází z roku 1541, kdy královský hejtman v Trutnově, Hanuš z Varnsdorfu, udělil Matesovi Behmerovi hamr v Kalné Vodě a povolení těžit a zpracovávat železnou rudu v Maršově.
Od 16. století byl Horní Maršov správním centrem východních Krkonoš. Hlavní vlna osídlenců do Maršova dorazila v polovině 16. století. Tvořili ji dřevorubci z Tyrolska, kteří začali hojně kácet stromy z okolních pralesů, a po vodě je splavovali do vnitrozemí, zejména pro potřeby stříbrných dolů v Kutné Hoře. Aby byla doprava plaveného dřeva plynulá, na řadě míst bylo třeba upravit koryto řeky a vybudovat pomocné nádrže.. Roku 1568 by postaven luteránský dřevěný kostel.
Do konce 16. století byla obec součástí královského města Trutnov, poté roku 1599 přešla do rukou královské komory. V letech 1605 až 1608 postavil architekt Carlo Valmadi v obci kamenný kostel Nanebevzetí Panny Marie, který nahradil starší dřevěný kostelík. Po bitvě na Bílé hoře a zapovězení nekatolických konfesí připadl kostel v rámci rekatolizace katolické církvi. Po 400 let byl Maršov také centrem církevní správy východní části Krkonoš, která v polovině 18. století zahrnovala přes 8 tisíc duší.
V roce 1792 byl u centra obce vybudován klasicistní zámek, nejprve jako prostá jednokřídlá budova. Teprve roce 1869 byl rozšířen o další tři křídla, čímž vzniklo čtvercové nádvoří. Další majitelé, Czernin-Morzinové, hlavní křídlo téměř od základů přestavěli v novorenesančním stylu a doplnili o čtyřbokou věž. Od roku 2018, kdy došlo k požáru střechy, se zámek nachází v neutěšeném stavu a jeho bezprostřední okolí je zanedbáno.
Pravděpodobně nejstarším podnikem v Maršově byl pivovar, který byl založen Kasparem Nussem v roce 1599 na území Dolního Maršova. Druhý pivovar ve středu obce vznikl v roce 1792, kdy hrabě Jan Berthold Schaffgotsch se svým zetěm Alfonsem Aichelburgem dokončili přestavbu zámku a vedle svého pozemku zřídili pivovar s palírnou. Okolí pivovaru se rozrostlo, Aichelburgův syn přistavěl hotel a pro vyžití letních hostů pódium. Zřejmě i tyto stavební aktivity přispěly k zadlužení majitele, který musel celé panství včetně pivovaru prodat.
V roce 1868 do věže kostela, stojícího na vyvýšeném místě, uhodil třikrát za sebou blesk, což způsobilo zničení střechy a nevratné poškození zvonů. Oprava budovy se uskutečnila pomocí darů z různých částí monarchie, přispěli dokonce i někteří členové císařské rodiny, rovněž byly ulity nové zvony. I přesto byl po letech vystavěn v dolní části obce nový kostel, zasvěcený rovněž Panně Marii Nanebevzaté. Jeho postavení prosadila hraběnka Aloisie Czernin-Morzinová, která také zaplatila se svým synem 80 % nákladů. Architektem kostela byl slavný Josef Schulz, který projektoval například budovu Národního muzea nebo Národního divadla v Praze. Starý kostel přestal být používán, dokonce byl i odsvěcen. Nyní je využíván k různým kulturním akcím a byl také kompletně restaurován. Nový kostel se stal novou dominantou Maršova.
V roce 1846 vyrostla na obou březích řeky Úpy v Temném Dole největší sklárna své doby v Krkonoších, kterou nechal postavit Augustin Breit, jehož rodina pak založila i další sklárnu v Bobru u Žacléře. Původní dům starosty stojící na náměstí byl při povodních v roce 1897 stržen, a tak starosta koupil dům naproti, budovu tehdejšího soudu a předělal ji na obchod a byty. Ze zbořeniště nechal postavit budovu spořitelny a pojišťovny. V roce 1906 tu byl postaven městský dům v secesním stylu, v přízemí umístěnou lékárnou s velkým výkladem. Od roku 1945 je v domě sídlo obecní samosprávy.
Obyvatelstvo Horního Maršova bylo až do poloviny 20. století převážně německé národnosti. Česká menšinová škola zde byla zřízena až v roce 1925, jednalo se o jednotřídku, která měla v prvním roce jen 11 žáků, z toho 5 české národnosti. Koncem září roku 1938 byla kvůli odsunu Čechů česká škola zrušena, otevřena byla až v roce 1945, kdy byla zase zrušena německá škola.
Po druhé světové válce zde bylo 90 % obyvatel Němců, kteří byli, až na malé výjimky (rodiny Tippeltova, Lammerova aj.), vyhnáni. V následujících dnech začalo osídlování, lidé z různých koutů republiky se usídlovali v pohraničí. V roce 1949 byly do jednoho celku nazvaného Horní Maršov sloučeny někdejší obce Temný Důl, Horní a Dolní Albeřice, Horní a Dolní Lysečiny a Suchý Důl. Maršov III byl připojen později, v roce 1960.
Až do roku 1960 fungovala v Horní Maršově okresní nemocnice. V Temném dole býval klášter (jehož budovy dosud stojí pod blízkou kaplí svaté Anny pod Starou horou), zlikvidovaný v akci K v padesátých letech. V době socialismu docházelo k demolici různých objektů, zbořena byla část bývalého pivovaru z 19. století, Hofferova brusírna dřeva, věž bývalé vápenky a další historicky významné památky.

## Současnost
Obcí prochází státní silnice, která byla v letech 1968–1972 postavena nejprve z Horního Maršova do Pece pod Sněžkou a později v letech 1979–1981 ze Svobody nad Úpou do Horního Maršova. Je zde řada restaurací, obchod s potravinami a přímo v Maršově prodejna sítě supermarketů Hruška, večerka „H&A“ a další, lokálně vyhlášené je řeznictví zvané Řízkárna v přidruženém Temném dole. V obci je dále pošta, lékárna, designová vinotéka „Nade Dnem“ společně s ubytováním Apartmány 83 v zachovalém klasicistním stylu a několik dalších penzionů. Za zmínku stojí Badatelna Paměť Krkonoš v domě č.p. 83. Sídlí zde také sdružení SEVER a každý rok se v obci koná tzv. Maršovská pouť s bohatým kulturním programem.  

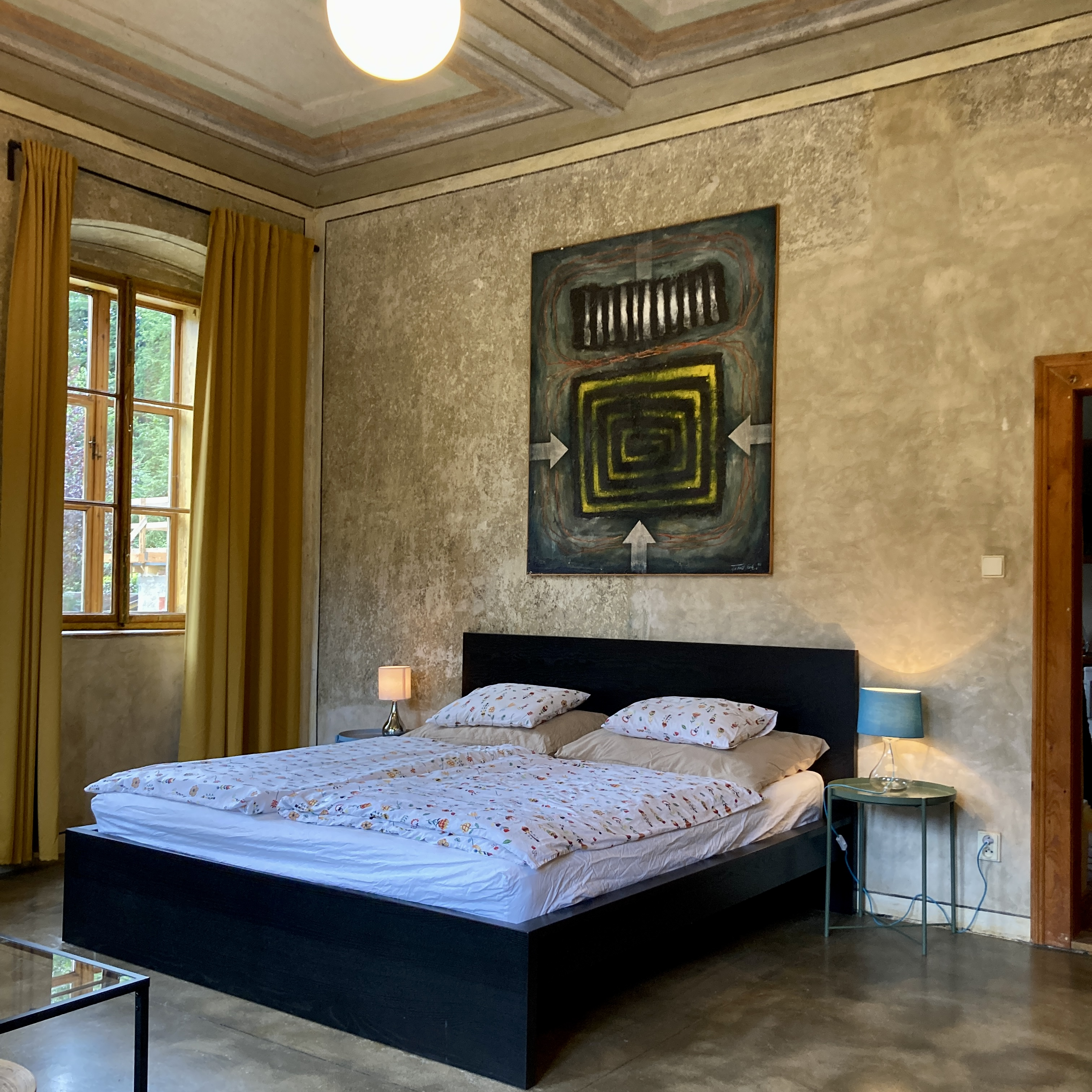
Interiér klasicistní budovy č.p.83

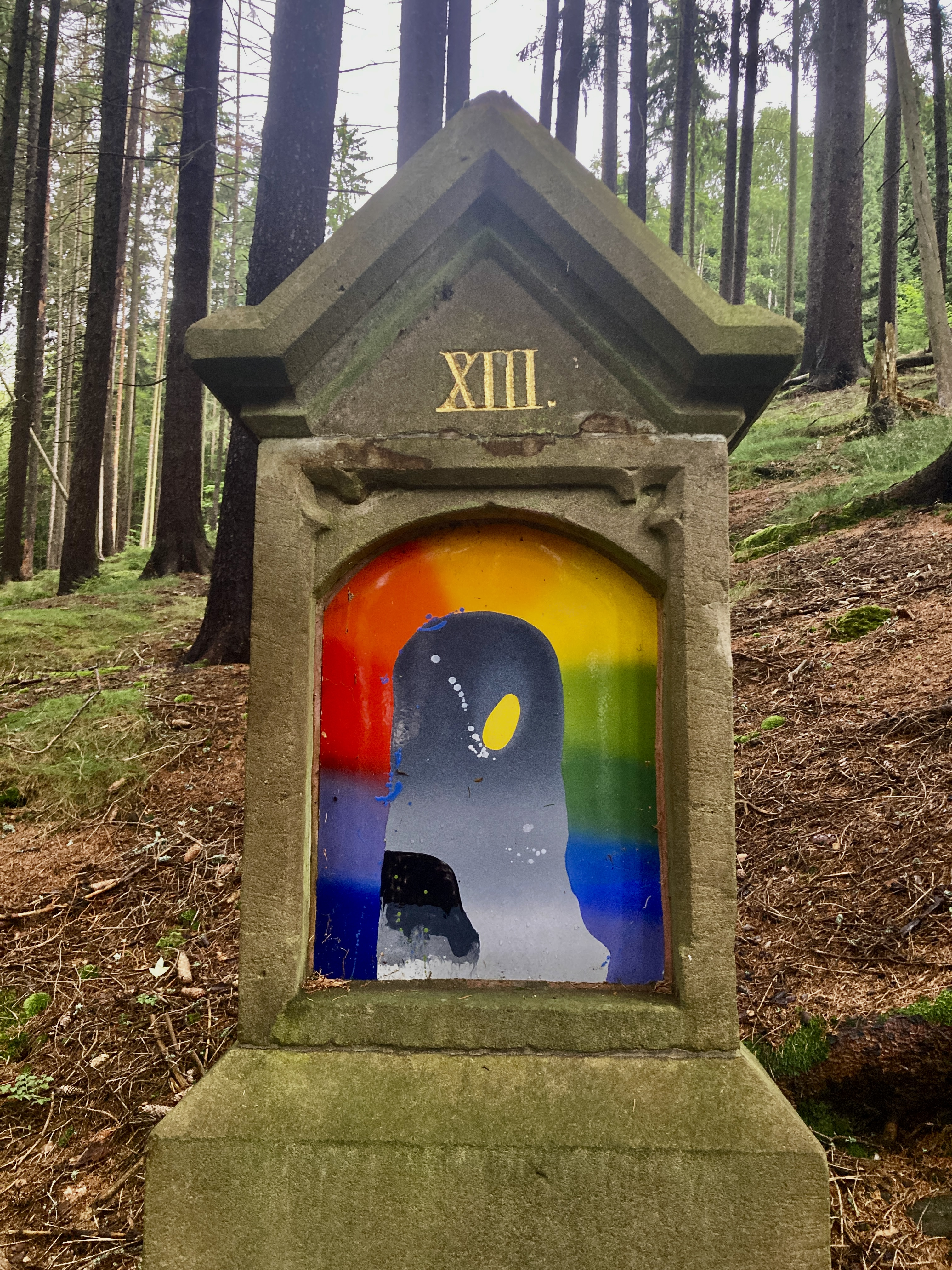
Smaltované plechové obrazy mají výrazné umělecké pojetí tradičních zastavení Ježíše Krista na Golgotu.

Nad obcí směrem do Temného Dolu byla vybudována na levém břehu řeky Úpy Křížová cesta (Temný důl) s tradičně čtrnácti zastaveními směrem k osadě Stará Hora. Původní kamenné pomníky byly nově osazeny smaltovanými plechovými cedulemi výrazným výtvarným pojetím Aleše Lamra. Součástí křížové cesty je kaple svaté Anny.

## Obyvatelstvo
| Rok            | 1869  | 1880  | 1890  | 1900  | 1910  | 1921  | 1930  | 1950  | 1961  | 1970  | 1980 | 1991  | 2001  | 2011  | 2021 |
| -------------- | ----- | ----- | ----- | ----- | ----- | ----- | ----- | ----- | ----- | ----- | ---- | ----- | ----- | ----- | ---- |
| Počet obyvatel | 2 668 | 3 052 | 2 688 | 2 680 | 2 520 | 2 392 | 2 475 | 1 355 | 1 142 | 1 034 | 959  | 1 028 | 1 058 | 1 041 | 926  |
| Počet domů     | 421   | 437   | 434   | 427   | 440   | 435   | 451   | 456   | 192   | 202   | 181  | 201   | 267   | 369   | 361  |

## Obecní správa
Mezi lety 1850–1879 patřil Horní Maršov jako osada obce k Maršovu u Úpice v okrese Trutnov. Od roku 1880 je obcí.

### Části obce
- Horní Maršov (k. ú. Horní Maršov a Maršov III)
- Dolní Albeřice (k. ú. Dolní Albeřice a Suchý Důl v Krkonoších)
- Dolní Lysečiny (k. ú. Dolní Lysečiny)
- Horní Albeřice (k. ú. Horní Albeřice)
- Horní Lysečiny (k. ú. Horní Lysečiny)
- Temný Důl (k. ú. Temný Důl)

### Obecní symboly
Znak a vlajka byly obci uděleny rozhodnutím předsedy Poslanecké sněmovny Parlamentu České republiky dne 27. února 2004.

## Pamětihodnosti
- Zámek Horní Maršov
- Hřbitovní kostel Nanebevzetí Panny Marie – renesanční kostel, původně farní
- Kostel Nanebevzetí Panny Marie – novogotický kostel, který převzal funkci od starého kostela stejného zasvěcení
- Pekárna na levém břehu Úpy
- Bývalý pivovarský sklep
- Badatelna Paměť Krkonoš z.ú. v klasicistním domě č.p. 83
- Socha svatého Jana Nepomuckého
- Vodní mlýn
- Secesní limnigraf na levém břehu Úpy
- Secesní radnice na náměstí
- Rýchorská bouda a Rýchorský prales
- Meteorologický sloup z roku 1928[15]

## Galerie

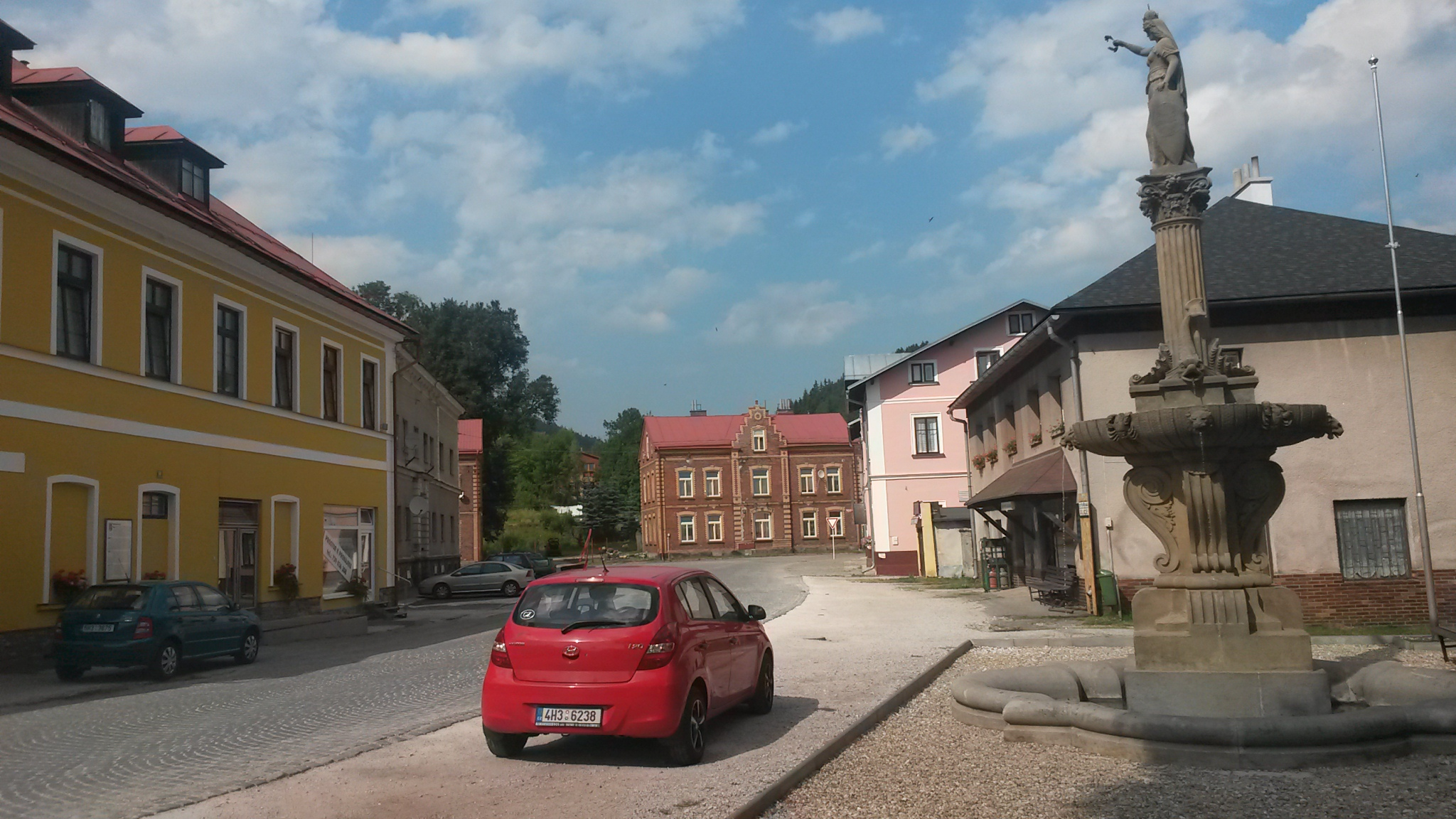
Náměstí
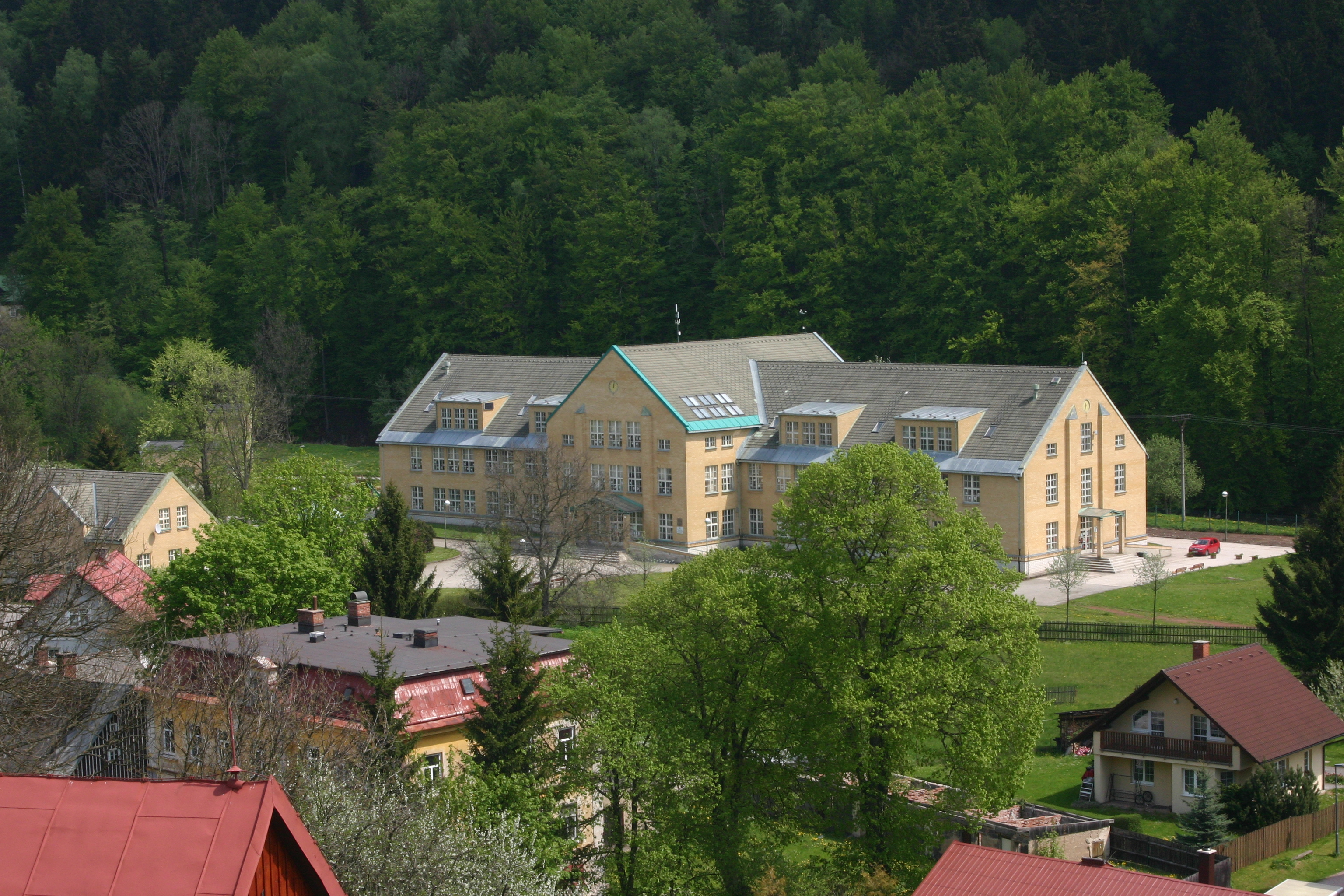
Škola
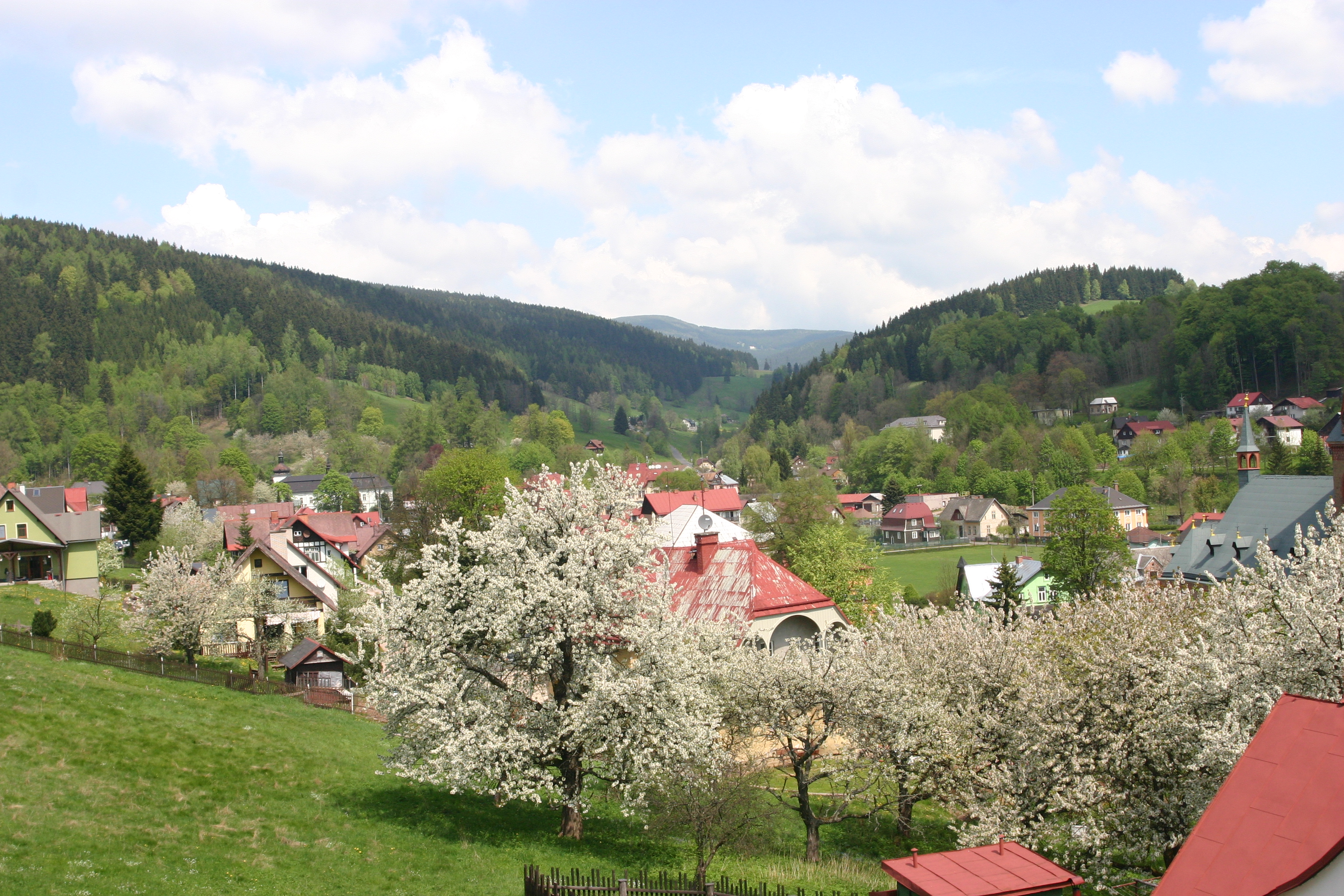
Pohled na vesnici
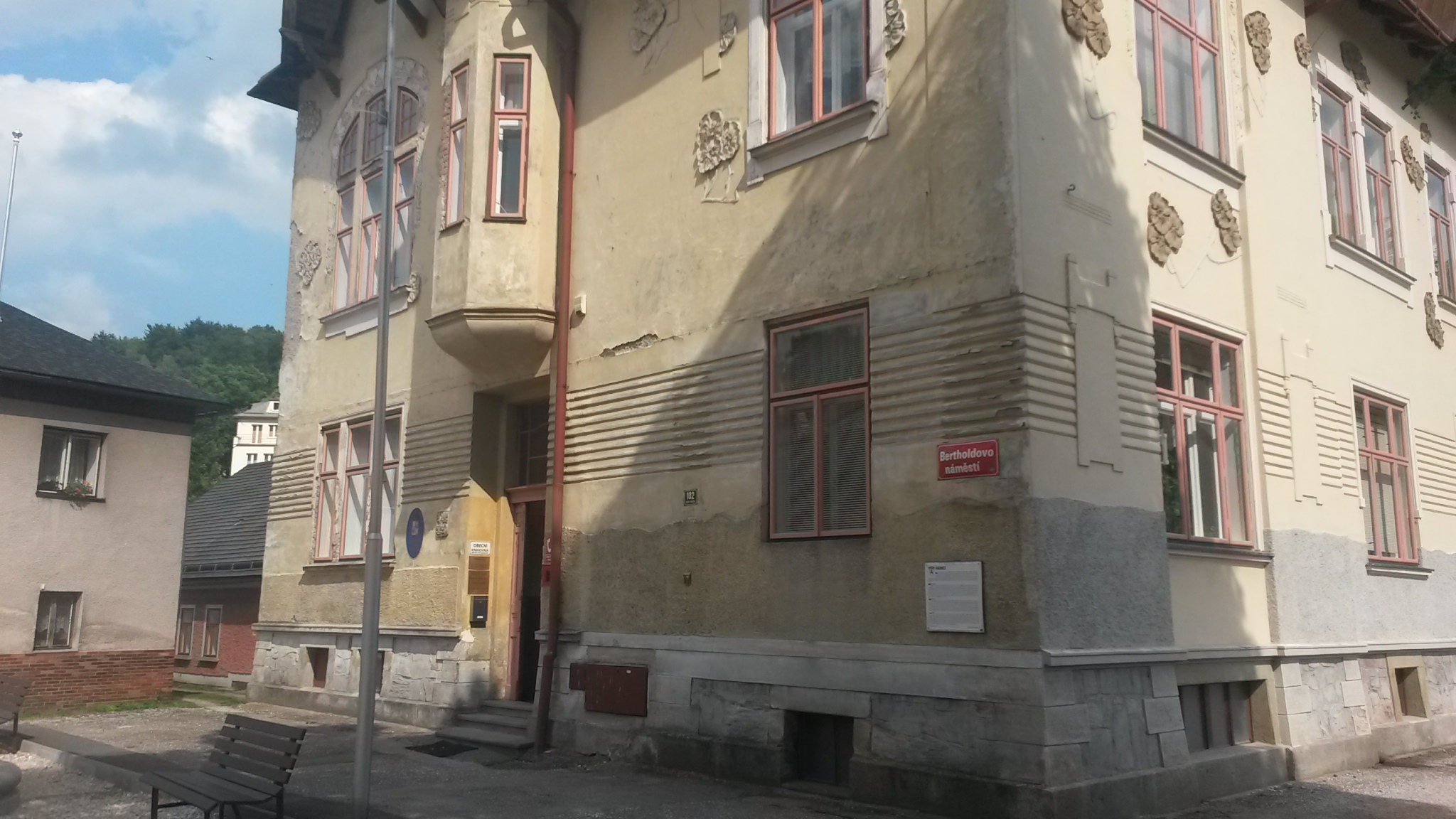
Radnice
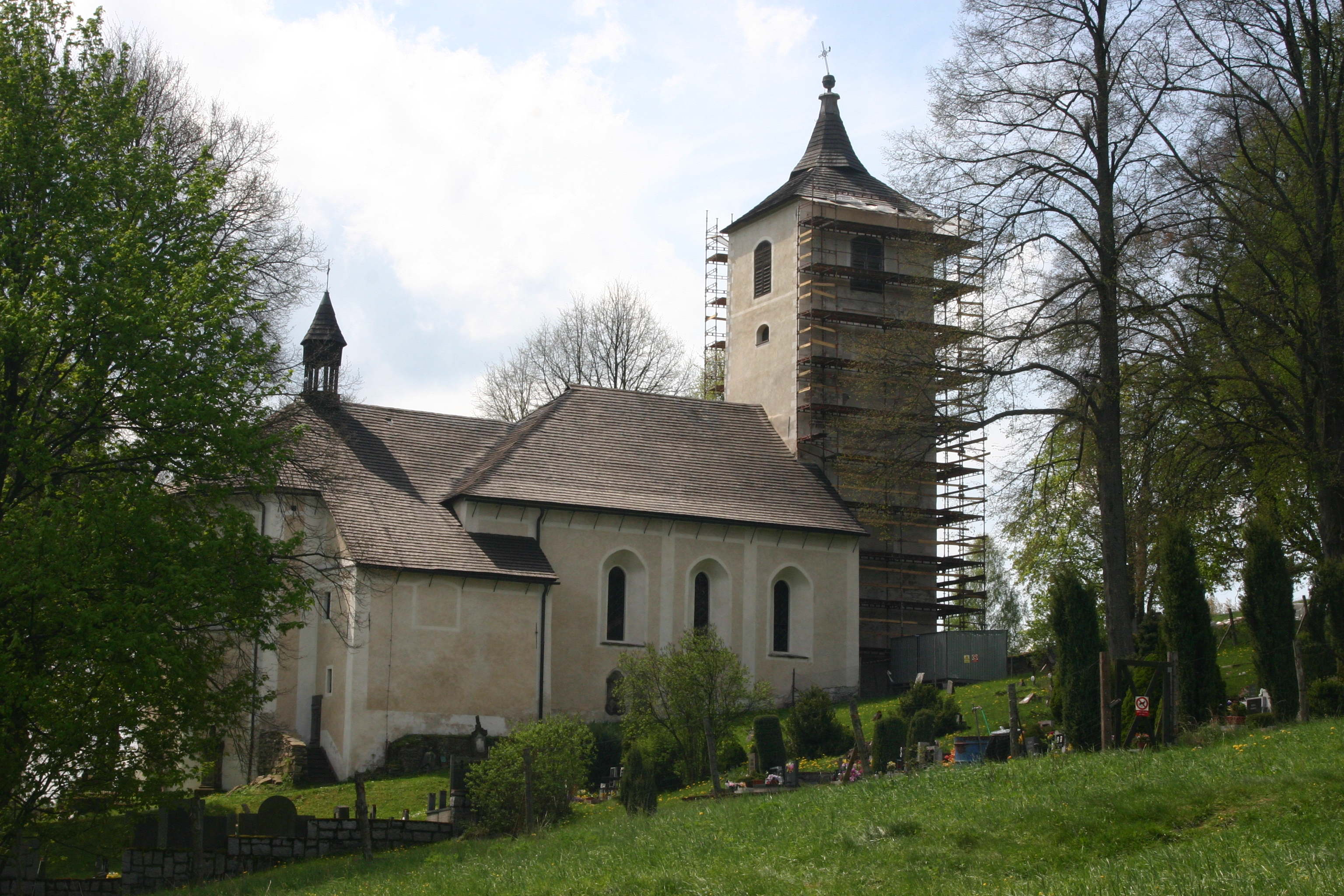
Starý kostel je opravován
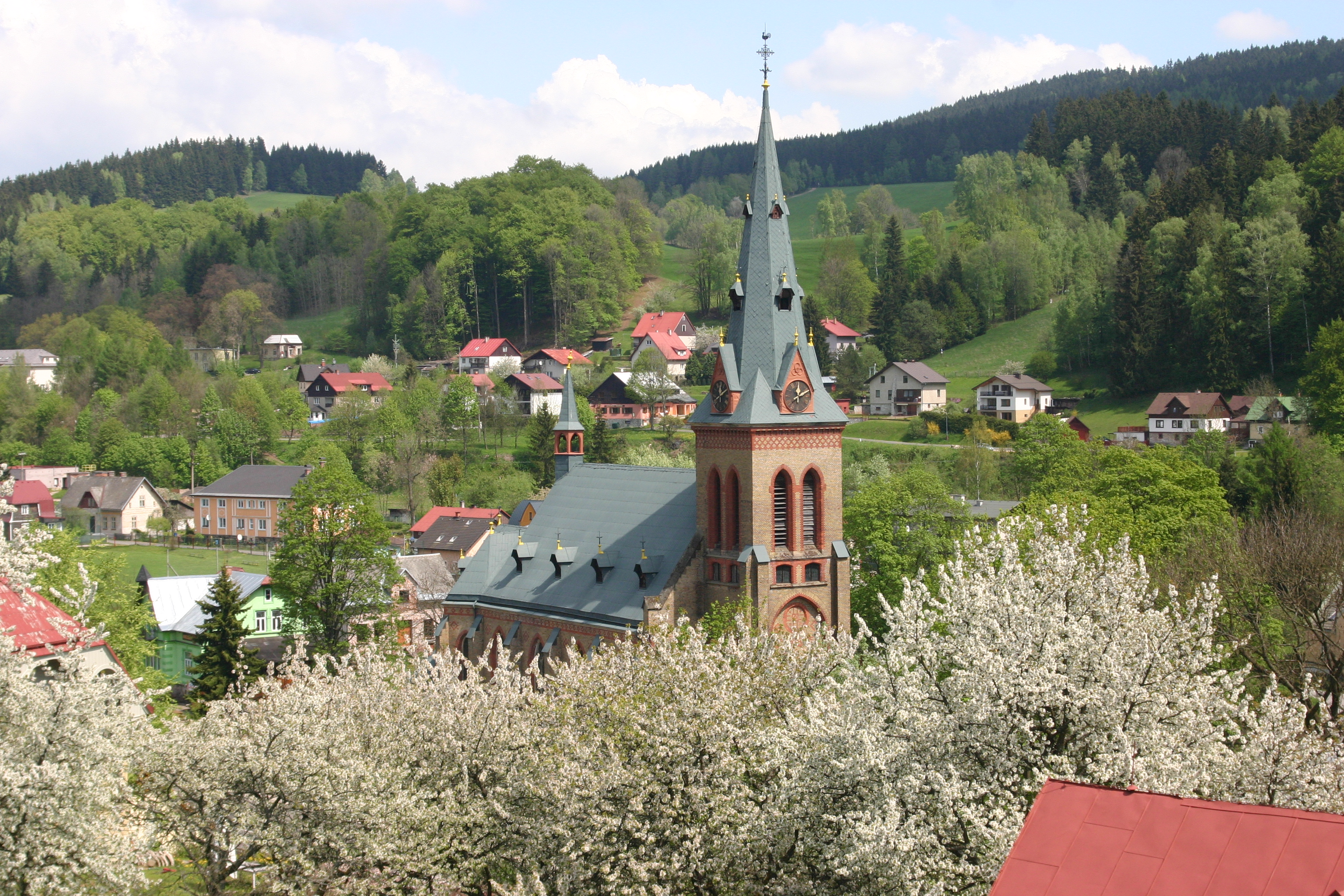
Nový kostel Nanebevzetí Panny Marie
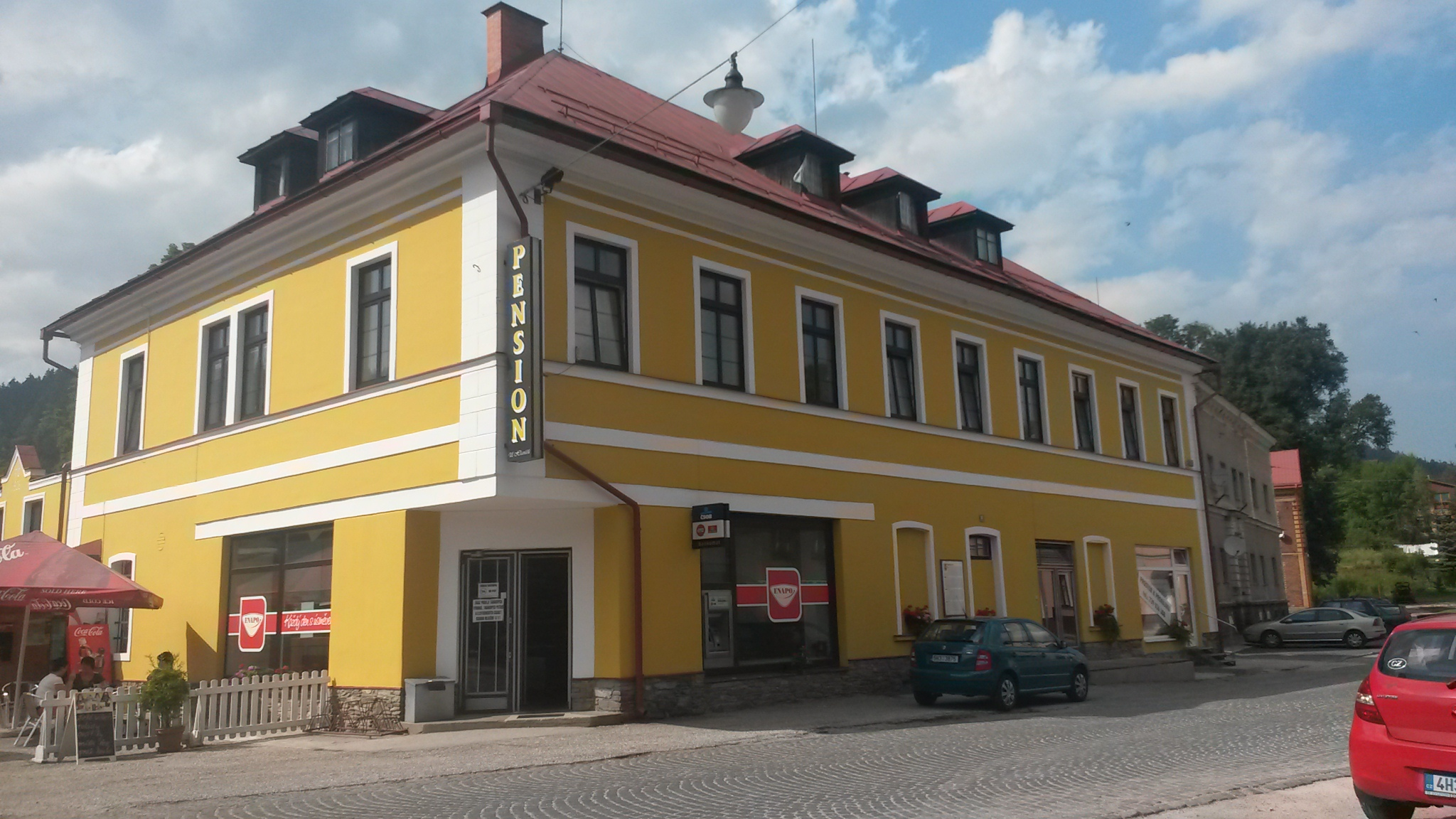
Bývalá budova soudu
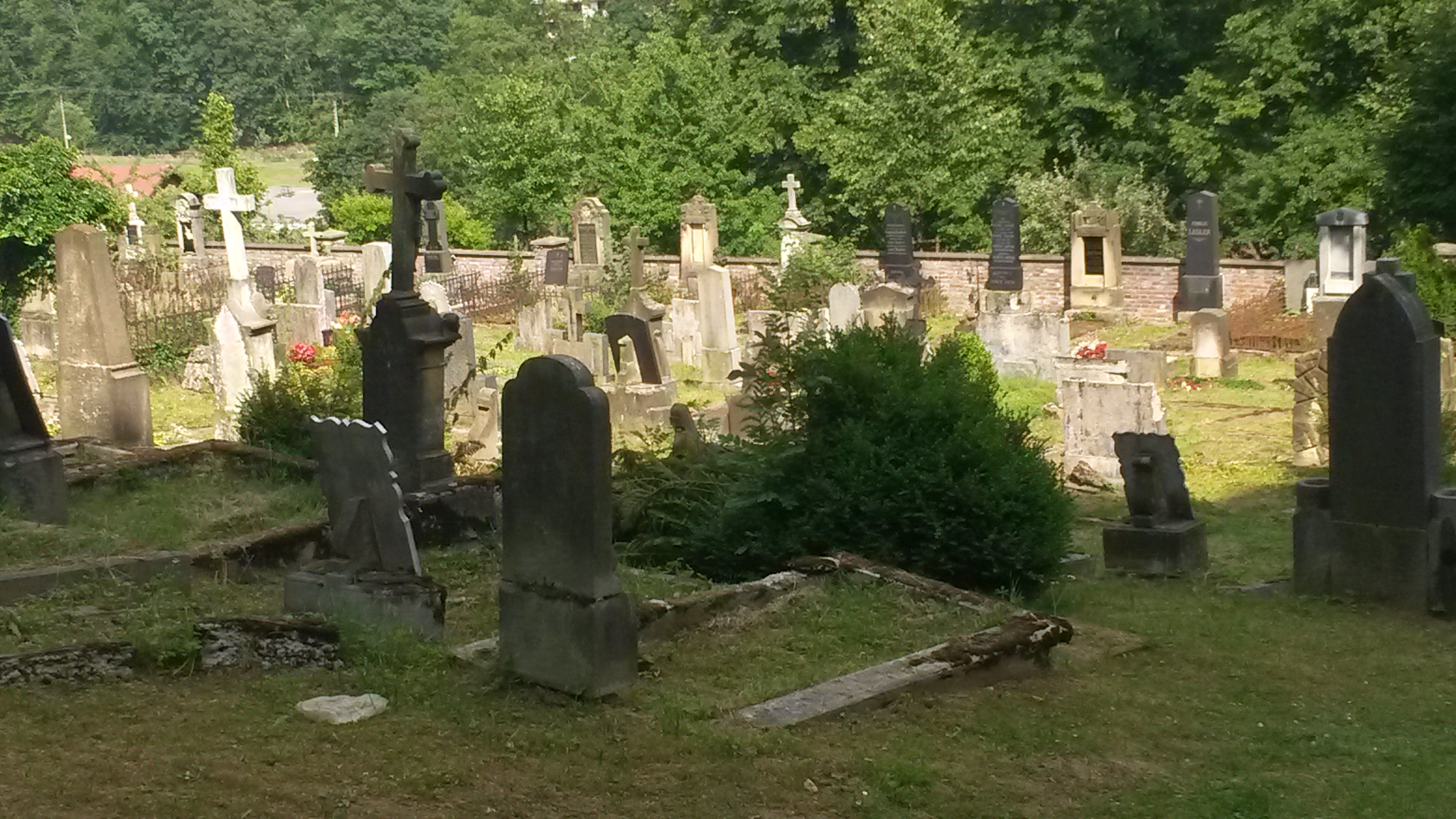
Hřbitov
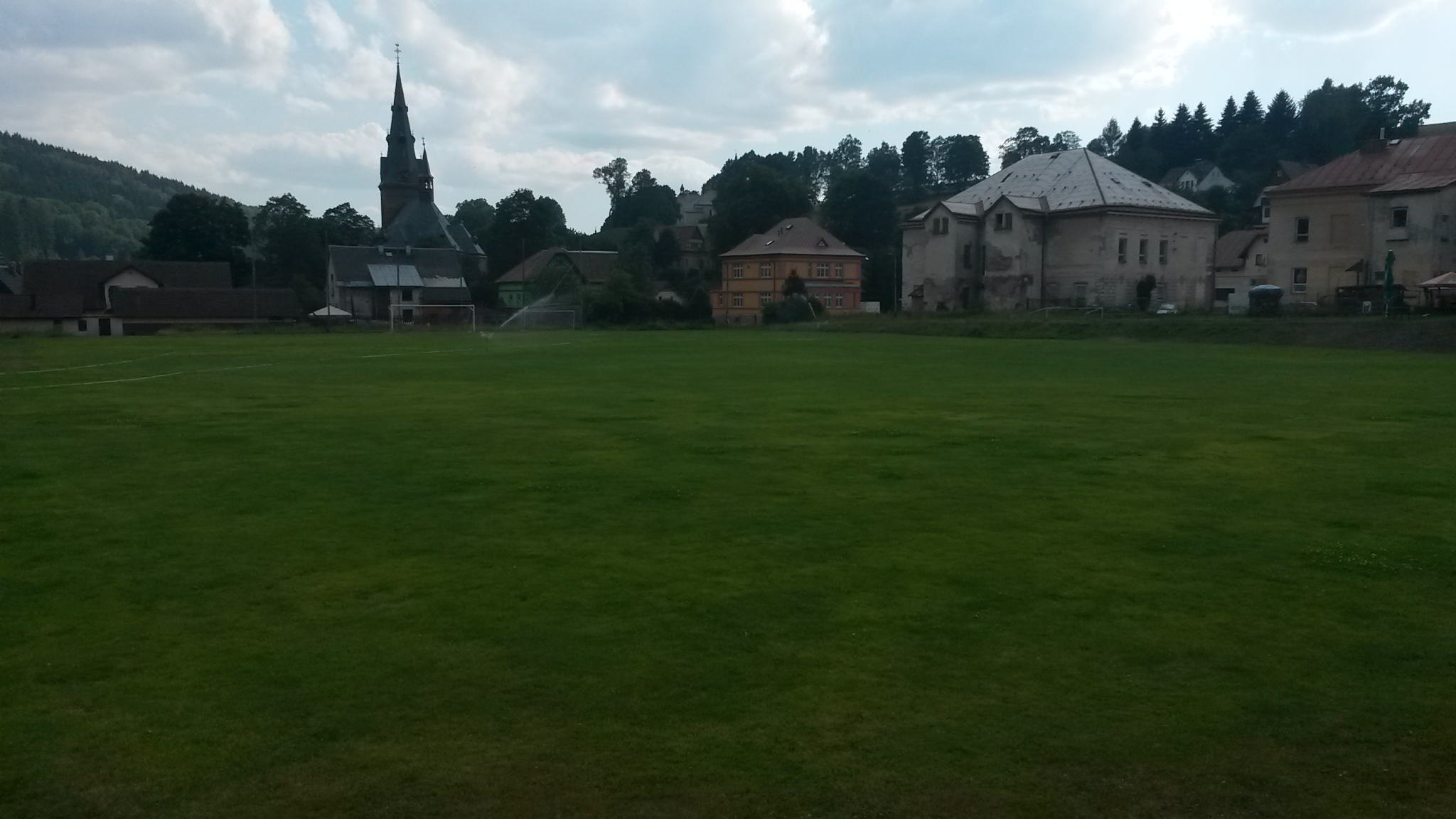
Fotbalové hřiště